# Pierre Billon (maître maçon)
Pour les articles homonymes, voir Billon et Pierre Billon.
Pierre Billon (vers 1645-1701), est un maître maçon et architecte suisse actif dans le pays de Vaud, essentiellement dans la région de La Côte, entre Lausanne et Nyon. Grand-père de l'architecte Jean-Michel Billon.

## Biographie
Travaillant à Morges dès 1663, ce maître maçon à compétence d'architecte est l'auteur d'un certain nombre de travaux soignés, dans lesquels il montre un goût marqué pour le style classique. Il est bien attesté pour la galerie sur arcades de l'ancienne maison Blanchenay à Morges (1670), la cour à arcades du château d'Aubonne (1674-1676), la Grosse Maison (1677) ainsi que la grande demeure vigneronne de Germagny (1679), toutes deux à Mont-sur-Rolle, la porte d'entrée monumentale de l'église de Monnaz, et le portail de l'hôtel de ville de Morges (1683). On lui attribue également la façade et les galeries sur la cour intérieure de la Grande-Rue 94 (1682) et les galeries du n° 96 de la Grande-Rue à Morges,.